# 大森真紀
大森 真紀（大森 眞紀、おおもり まき、1951年7月23日 - ）は、日本の経済学者、早稲田大学教授。

## 略歴
東京都出身。1974年慶應義塾大学経済学部卒、1977年横浜国立大学大学院経済学研究科修士課程修了、慶大大学院経済学研究科博士課程単位修得退学。2002年「イギリス女性工場監督職の史的研究 性差と階級」で博士（経済学）。佐賀大学経済学部専任講師、1982年助教授、1989年立教大学経済学部助教授、教授を経て、1996年早稲田大学社会科学部教授となる。

## 著書
- 『祖父・田中正則の生涯 農民運動家の足跡』私家版 [1975
- 『現代日本の女性労働 M字型就労を考える』日本評論社 1990
- 『イギリス女性工場監督職の史的研究 性差と階級』慶應義塾大学出版会 2001
- 『世紀転換期の女性労働 1990年代～2000年代』法律文化社 2014

### 共編著・監修
- 『社会政策を学ぶ人のために』玉井金五共編 世界思想社 1997
- 『講座現代の社会政策 第4巻  社会政策のなかのジェンダー』木本喜美子,室住眞麻子共編著 明石書店 2010
- 『現代女性労働調査資料集成 [復刻]』監修. 日本図書センター 2013
- 『産業別労働組合女性調査資料集成』労働調査協議会共編 日本図書センター 2014

### 翻訳
- エリザベス・ロバーツ『女は「何処で」働いてきたか イギリス女性労働史入門』奥田伸子共訳著 法律文化社 1990

## 論文
- <大森真紀